# アーミン・ホフマン

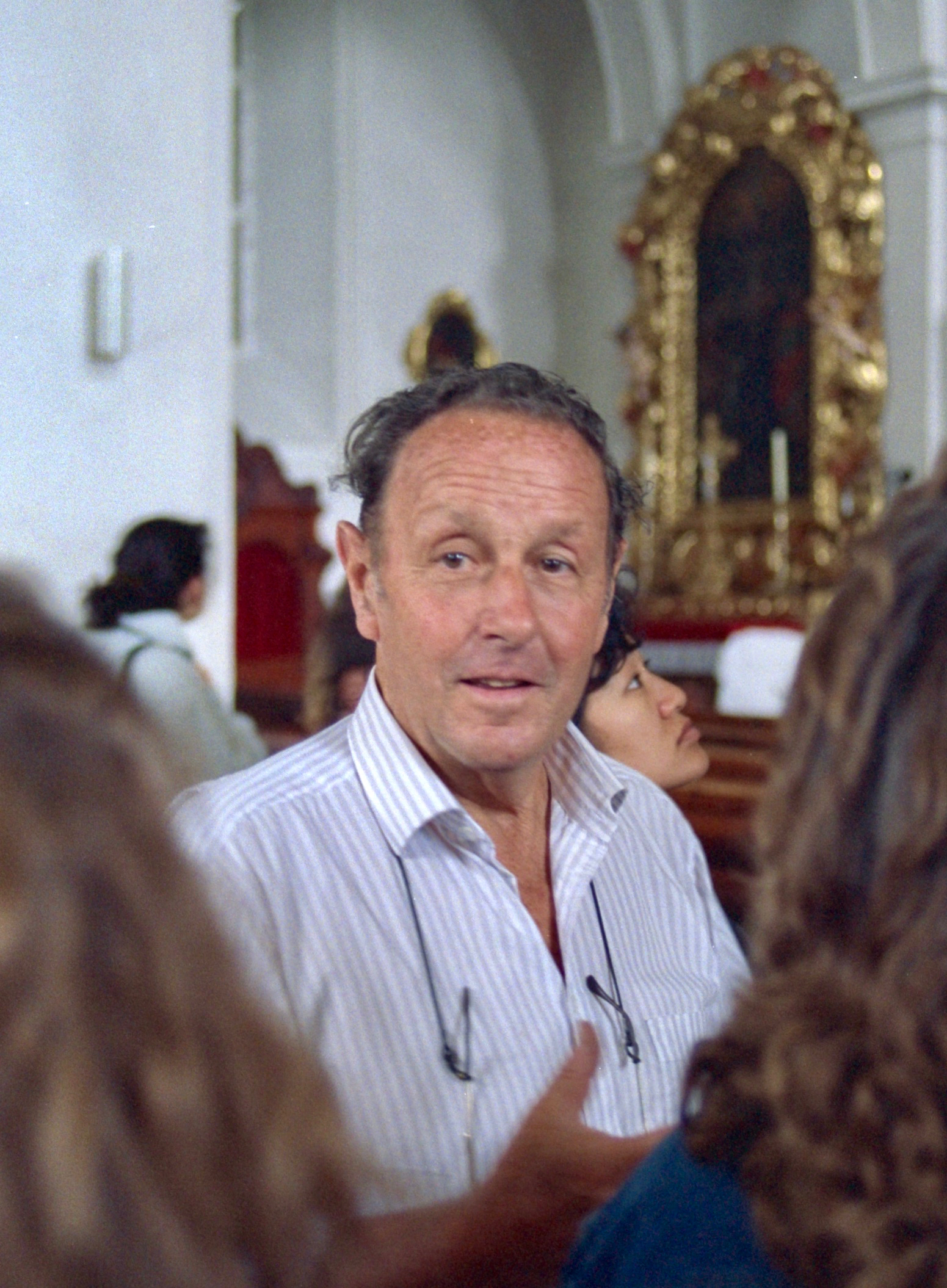
アーミン・ホフマン

アーミン・ホフマン（Armin Hofmann, 1920年6月29日 – 2020年12月18日）は、スイスのグラフィックデザイナー、タイポグラファー。

## 人物
ホフマンはバーゼル造形学校（de:Schule für Gestaltung Basel）の設立に尽力し、また作品のスタイルは国際タイポグラフィー様式（スイス・スタイル）として知られる。彼は、自身が「色の平均化（trivialization of colour）」と呼んだスタイルに対抗して、無駄のない色とフォント使いを強調したポスターデザインで有名である。彼のポスターは、ニューヨーク近代美術館などの主立ったギャラリーで芸術作品として広く展示された。
彼は影響力のある教育者でもあった。1965年には「Graphic Design Manual」を出版し、業界内で教科書として人気を集めた。
2020年12月18日に死去。100歳没。